# Horst Eckel
Horst Eckel (n. 8 februarie 1932, Vogelbach⁠(d), Renania-Palatinat, Germania – d. 3 decembrie 2021, Landstuhl, Renania-Palatinat, Germania) a fost un fotbalist german. A făcut parte din echipa națională de fotbal a Germaniei, devenind campioană mondială în Elveția, în 1954.

## Familie
Eckel s-a căsătorit cu soția sa Hanelore în 1957. Căsnicia lor a dat naștere a două fiice.

## Fotbal
În adolescență, Horst Eckel a jucat pentru SC Vogelbach și 1. FC Kaiserslautern, apoi s-a mutat la Röchling Völklingen, unde a rămas din 1960 până în 1966. Cu Kaiserslautern a devenit campion al Germaniei în 1951 și 1953. În echipa națională de fotbal a Germaniei, Eckel a jucat ca extremă dreaptă. În perioada 1952-1958 și-a înregistrat 32 de mecuri cu echipa națională.
Inițial, fotbalistul a jucat cu succes ca atacant central la Vogelsbach și Kaiserslautern. Viteza și agilitatea lui l-au făcut deosebit de periculos pentru poarta adversă. La insistențele selecționerului naționalei din Bundesliga, Sepp Herberger Eckel, a început să joace departe de atacul central ca lateral, datorită planurilor antrenorului pentru o structură tactică în timpul Cupei Mondiale din 1954. Horst Eckel a format un duet incredibil cu Fritz Walter, iar cei doi pot fi găsiți pe terenul de joc și legați la ochi. În adolescență, aripa a fost numită „Benjamin”, iar mai târziu, datorită vitezei sale, a primit porecla „Câinele vântului”. Eckel este unul dintre cei cinci jucători ai Kaiserslautern, care a cucerit cupa „Jules Rimet” pe 4 iulie 1954, după victoria în finala Cupei Mondiale din Elveția cu 3:2 în fața Ungariei. A jucat în toate meciurile germane, alături de Fritz Walter.

## Profesie

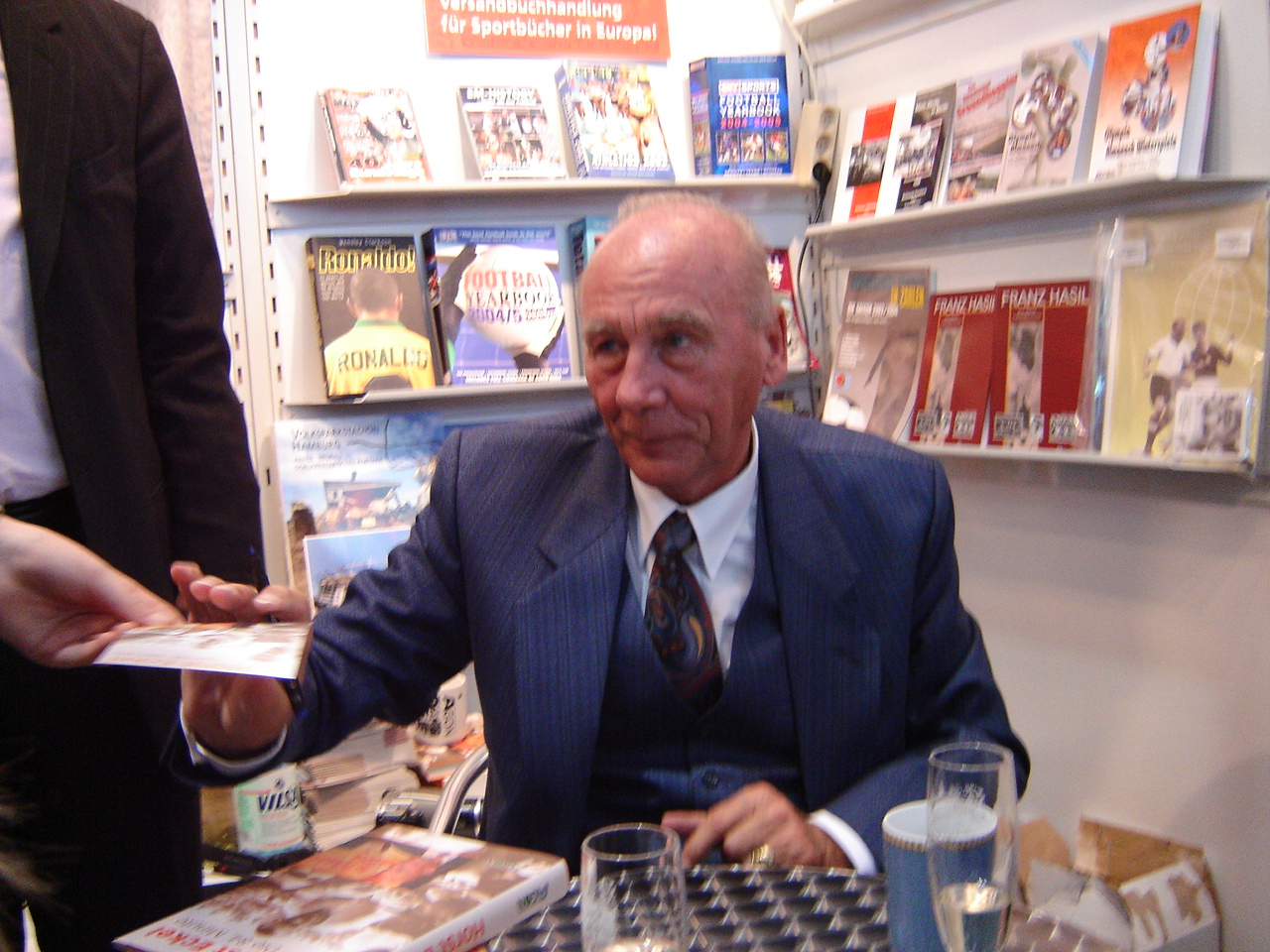
Horst Eckel (2004)

De profesie, Eckel a fost lăcătuș la fabrica de mașini de cusut Pfaff din Kaiserslautern, apoi a absolvit ca profesor. A predat arta și sportul la liceele din orașele Kusel și Morbach. A participat la un program de poliție care are ca scop reeducarea tinerilor cu comportament antisocial și direcționarea lor către sport.

## Premii
2004: Crucea Federală de Merit

## Filme și literatură
Horst Eckel l-a sfătuit pe regizorul Sönke Wortmann în filmul „Das Wunder von Bern”, despre triumful germanilor la Cupa Mondială din '54. În film, Horst Eckel este interpretat de actorul Holger Dexne.
În 2004, la aniversarea a 50 de ani de la titlul mondial, Eckel și-a prezentat cartea „Die 84. Minute” (Minutul 84).

## Decesul
După cariera sportivă el a fost profesor până când a ieșit în pensie în anul 1997. Horst Eckel a murit pe data de 3 decembrie 2021, la vârsta de 89 de ani.